# Papesa Ioana

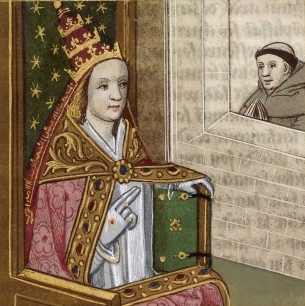
Ilustrație a Papesei Ioana, anii 1560

Papesa Ioana (de asemenea Papa Ioan al VIII-lea și Ioan Anglicus (Ioan Englezul) = nume ce-l purta în timp ce se deghiza ca bărbat; potrivit altor versiuni Jutta, Jutte, Gilberta, Agnes și Glancia) a fost o femeie-Papă legendară care ar fi domnit pe scaunul pontifical vreme de doi ani, în secolul al IX-lea. Povestea sa a apărut pentru prima dată în cronicile din secolul al XIII-lea, și, ulterior, a fost răspândită și împodobită în întreaga Europă, fiind considerată o realitate istorică în timpul Evului Mediu.
Prima menționare a papei feminin apare în cronica Chronica Universalis Mettensis a lui Jean de Mailly, fiind preluată ulterior de alți istorici. Totuși cea mai populară și influentă versiune a fost interpolată în Chronicon Pontificum et Imperatorum de Martin de Opava. Cele mai multe versiuni ale istoriei sale o descriu drept o femeie talentată și învățată care se deghiza ca un bărbat, de multe ori la cererea unui amant.
În cele mai frecvente istoriografii, din cauza abilităților ei, ea se ridică în ierarhia bisericii, și în cele din urmă este aleasă Papă, cu toate acestea, în timp ce efectua o călătorie prin "Cetatea eternă", ea dă naștere unui prunc, expunând-uși astfel sexul. În cele mai multe versiuni, ea moare la scurt timp după aceasta, fie a fost ucisă de mulțimea furioasă, căreia i-au fost lezate sentimentele religioase. Vaticanul îi contestă existența.
Jean de Mailly astfel descria povestea Ioanei, pe care o plasează în anul 1099:
„Unul dintre Papi nu este inclus in lista oficiala a Suveranilor Pontifi. A fost o femeie care s-a deghizat in barbat si a reusit sa devina cardinal, apoi Papa. Intr-o zi, in timp ce se afla calare pe un cal, a nascut un copil. Imediat, potrivit legii romane, a fost legata de coada calului si tarata si ucisa cu pietre. In locul în care a fost ingropata scrie: “Petre, Pater Patrum, Papisse Prodito Partum” (O, Petru, condamna nasterea femeii Papa). Tot atunci a fost decis un post negru de 4 zile, numit “postul femeii Papa”.”

## Biografie
Potrivit unei legende Ioana s-ar fi născut în 818, în familia unor misionari englezi din orașul Mainz (Germania de astăzi), pe malurile Rinului, fiind o fată de o frumusețe și o inteligență remarcabile. La vârsta de 12 ani, ea se îndrăgostește de un călugăr, părăsește casa părintească, îmbracă haine bărbătești și intră în mănăstire, ca novice, pentru a fi alături de iubit. Sub numele de Ioan Anglicus, după cum își spune ea însăși, își petrece zilele rugându-se sau citind în bibliotecă, iar nopțile și le închină dragostei.
Curând însă, înșelăciunea e descoperită și cuplul e nevoit să fugă. Ca sa scape de pedeapsa Bisericii, pornesc în pelerinaj prin Europa și apoi spre Țara Sfântă. La Atena, călugărul dispare, iar Ioana pornește spre Roma. Sub aceeași falsă înfățișare de bărbat, ea lucrează, conform unor surse, ca notar sau, conform altora, ca dascăl. Indiferent care a fost slujba inițială, Ioana ajunge, curând, cunoscută. Elocința îi era admirată de studenți, înțelepciunea de filozofi, cardinalii i-au remarcat cunoștințele teologice, iar slujitorii Papei o îndrăgeau pentru generozitate. La moartea Papei Leon al IV-lea, în 855, Ioana este unanim aleasă succesor și ocupă Scaunul papal sub numele de Ioan al VIII-lea. Ioana/Ioan păstrează secretul față de toți, mai puțin o persoană, cea care i-a stricat, de altfel, planul. Valetul devine amantul acestei femei singure și pasionale, care rămâne însărcinată. După nașterea în public a copilului și prompta răzbunare a mulțimii, este repede proclamat un nou papă, Benedict al III-lea. Mai târziu, istoricii Bisericii au stabilit ca dată a instalării lui anul 855, pentru a elimina orice urmă a pontiﬁcatului Ioanei. Când, 15 ani mai tarziu, în 872, un alt Ioan devine papă, i se atribuie numele de Ioan al VIII-lea, și nu Ioan al IX-lea.